# Destination Eurovision 2019
Der 2. Destination Eurovision fand am 26. Januar 2019 statt und war der französische Vorentscheid zum Eurovision Song Contest 2019 in Tel Aviv (Israel).

## Konzept

### Format
Am 21. Juni 2018 stellte France 2 ihre Pläne für den französischen Vorentscheid 2019 vor. Das letztjährige Konzept des neueingeführten Destination Eurovision soll unter kleineren Veränderungen 2019 fortgeführt werden. So wird die Zusammensetzung der Jury minimal verändert, die zwei Halbfinals werden live ausgestrahlt und nicht zuvor aufgezeichnet. Damit wurde auch das Abstimmungssystem überarbeitet. Durch die Live-Übertragungen wurde es in allen drei Sendungen zu 50 % Televoting und zu 50 % Juryvoting eingeführt. Die Moderation übernahm wieder Garou.

### Jurys

#### Französische Jury
Wie bereits im Vorjahr sitzt Christophe Willem in der Jury. Neuzugänge sind der Sänger André Manoukian und die Sängerin Vitaa. Letztere war 2018 als Komponistin eines Beitrages beteiligt.
Die Französische Jury hat kein Stimmrecht, sie kommentiert die Beiträge nur.

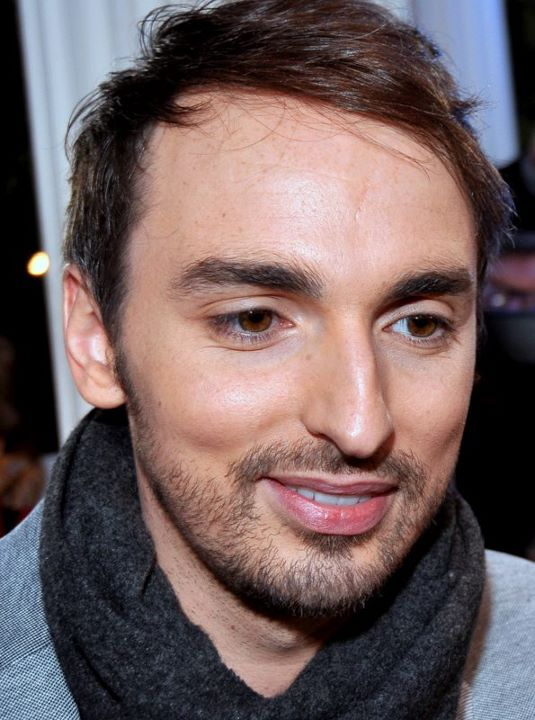
Christophe Willem
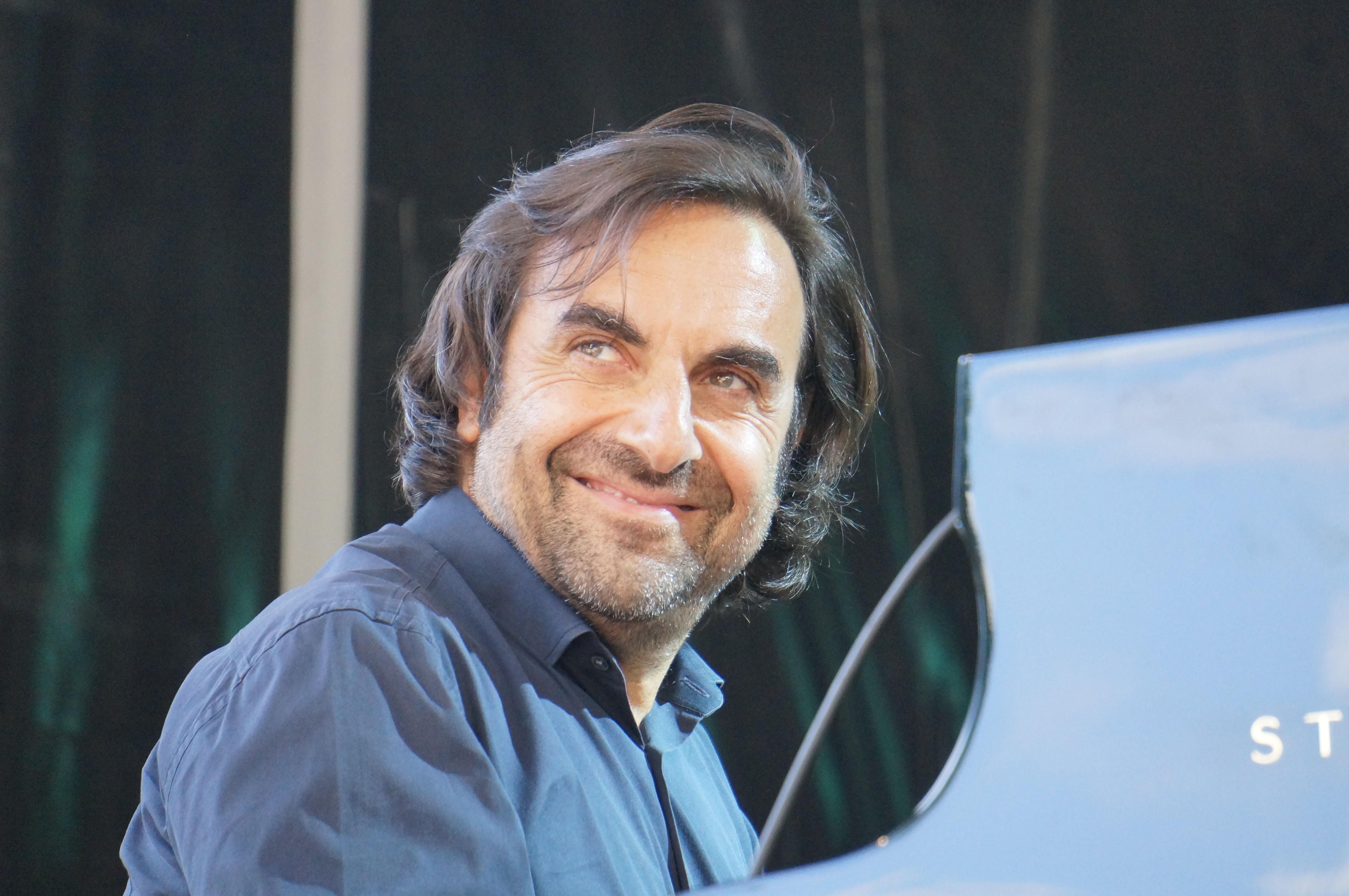
André Manoukian
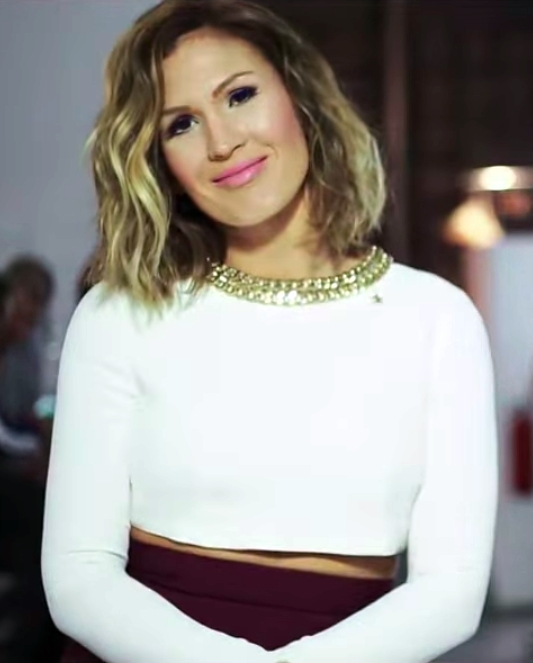
Vitaa

### Internationale Jury
Insgesamt waren 20 Länder an der Abstimmung beteiligt sein, fünf pro Halbfinale und zehn im Finale. Ihre Stimmen machten 50 % des Ergebnisses aus.

### Beitragswahl
Vom 21. Juni bis 30. November 2018 hatten Interpreten und Komponisten die Möglichkeit, Beiträge einzureichen. Mindestens 70 Prozent des Liedes mussten in französischer Sprache geschrieben sein.

## Teilnehmer
Am 6. Dezember 2018 veröffentlichte France 2 die 18 Teilnehmer. Damit nahmen genauso viele Teilnehmer wie 2018 teil.

## Halbfinale

### Erstes Halbfinale
Das erste Halbfinale fand am 12. Januar 2019 um 21:00 Uhr (MEZ) statt. Vier Teilnehmer qualifizierten sich für das Finale.
| Platz                                                                                           | Startnr. | Interpret          | Lied Musik (M) und Text (T)                                                                         | Sprache               | Übersetzung (Inoffiziell) | Cover                                                             | Jury | Jury | Jury | Jury | Jury | Punkte | Punkte     | Punkte |
| Platz                                                                                           | Startnr. | Interpret          | Lied Musik (M) und Text (T)                                                                         | Sprache               | Übersetzung (Inoffiziell) | Cover                                                             | AR   | IR   | PT   | RS   | GB   | Jury   | Televoting | Gesamt |
| ----------------------------------------------------------------------------------------------- | -------- | ------------------ | --------------------------------------------------------------------------------------------------- | --------------------- | ------------------------- | ----------------------------------------------------------------- | ---- | ---- | ---- | ---- | ---- | ------ | ---------- | ------ |
| 1.                                                                                              | 6        | Bilal Hassani      | Roi M: Bilal Hassani, Madame Monsieur, Medeline; T: Bilal Hassani                                   | Französisch, Englisch | König                     | Carmen (Originalinterpret: Stromae)                               | 12   | 10   | 12   | 12   | 12   | 58     | 57         | 115    |
| 2.                                                                                              | 3        | Chimène Badi       | Là-haut M: Yseult, Yacine Azeggagh, Corson, Boban Apostolov; T: Yseult, Yacine Azeggagh, Corson     | Französisch           | Die Spitze                | Non, je ne regrette rien (Originalinterpret: Édith Piaf)          | 2    | 6    | 6    | –    | 8    | 22     | 44         | 066    |
| 3.                                                                                              | 5        | Silvàn Areg        | Le petit Nicolas M/T: Caz B, Mamadou Niakate, Erick Ness                                            | Französisch           | Der kleine Nicolas        | Un homme débout (Originalinterpret: ´Claudio Capéo)               | 10   | 12   | 10   | 6    | –    | 38     | 21         | 059    |
| 4.                                                                                              | 7        | Aysat              | Comme une grande M: Aysat, Mohamed Zayana; T: Aysat                                                 | Französisch           | Wie eine Große            | Dancing Queen (Originalinterpret: ABBA)                           | 8    | 8    | 8    | 10   | –    | 34     | 06         | 040    |
| 5.                                                                                              | 8        | Lautner            | J'ai pas le temps M: John Mamann, Johnny Goldstein, Koby Hass; T: John Mamann, Sophie Tapie         | Französisch           | Ich habe keine Zeit       | J'ai cherché (Originalinterpret: Amir)                            | 4    | 4    | –    | 8    | 10   | 26     | 09         | 035    |
| 6.                                                                                              | 9        | Mazy               | Oulala M/T: Julie Mazy                                                                              | Französisch           | –                         | Si seulement je pouvais lui manquer (Originalinterpret: Calogero) | 6    | –    | 4    | 4    | 4    | 18     | 15         | 033    |
| 7.                                                                                              | 4        | Battista Acquaviva | Passio M: Florent Bidoyen, Théodore Eristoff; T: Battista Acquaviva                                 | Korsisch              | Leidenschaft              | Parla più piano (Originalinterpret: Gianni Morandi)               | –    | –    | –    | –    | 2    | 02     | 29         | 031    |
| 8.                                                                                              | 2        | Florina            | In The Shadow M: Manon Romiti, Silvio Lisonne, Pierre-Laurent Faure, Adrien Levron; T: Manon Romiti | Französisch, Englisch | Im Schatten               | L'hymne à l'amour (Originalinterpret: Édith Piaf)                 | –    | –    | –    | –    | –    | 0      | 21         | 021    |
| 9.                                                                                              | 1        | Naestro            | Le brasier M: Mark Hekic, Alexandra Maquet, Thierry Leteurtre; T: Mark Hekic, Alexandra Maquet      | Französisch           | Der Barbier               | Perfect (Originalinterpret: Ed Sheeran)                           | –    | 2    | 2    | 2    | 6    | 12     | 08         | 020    |
| Jury-Punktesprecher                                                                             |          |                    | |                       |                           |                                                                   |      |      |      |      |      |        |            |        |
| - – David Tserunyan - – Tali Eshkoli - – Carla Bugalho Trindade - – Sanja Vučić - – Paul Jordan |          |                    | |                       |                           |                                                                   |      |      |      |      |      |        |            |        |

### Zweites Halbfinale
Das zweite Halbfinale fand am 19. Januar 2019 um 21:00 Uhr (MEZ) statt. Vier Teilnehmer qualifizierten sich für das Finale.
| Platz | Startnr. | Interpret      | Lied Musik (M) und Text (T) | Sprache                         | Übersetzung (Inoffiziell)             | Cover                                                   | Jury | Jury | Jury | Jury | Jury | Punkte | Punkte     | Punkte |
| Platz | Startnr. | Interpret      | Lied Musik (M) und Text (T) | Sprache                         | Übersetzung (Inoffiziell)             | Cover                                                   | AM   | AT   | CZ   | GE   | SE   | Jury   | Televoting | Gesamt |
| --- | -------- | -------------- | --- | ------------------------------- | ------------------------------------- | ------------------------------------------------------- | ---- | ---- | ---- | ---- | ---- | ------ | ---------- | ------ |
| 1. | 7        | Seemone        | Tous les deux M/T: Fabrice Mantegna, Alexandre Mazarguil, Léa Simoncini | Französisch                     | Beides                                | Magnolias for ever (Originalinterpret: Claude François) | 12   | 12   | 12   | 12   | 12   | 60     | 53         | 113    |
| 2. | 5        | Emmanuel Moire | La promesse M/T: Emmanuel Moire | Französisch                     | Das Versprechen                       | Take On Me (Originalinterpret: a-ha)                    | 10   | 6    | –    | 4    | 8    | 28     | 56         | 084    |
| 3. | 2        | The Divaz      | La voix d'Aretha M/T: Yacine Azeggagh, Marielle Hervé | Französisch                     | Die Stimme von Aretha                 | Respect (Originalinterpret: Aretha Franklin)            | 2    | 8    | 6    | 6    | 4    | 26     | 28         | 054    |
| 4. | 8        | Doutson        | Sois un bon fils M/T: Mamadou Niakate, Jean-Pascal Anziani, Ryad Bouchami, Caz B                                                                                               | Französisch                     | Sei ein guter Sohn                    | Femme libérée (Originalinterpret: Cookie Dingler)       | 6    | –    | 10   | 2    | 6    | 24     | 15         | 039    |
| 5. | 3        | Ugo            | Ce qui me blesse M: Ugo Benterfa; T: Ugo Benterfa, Vicken Sayrin | Französisch                     | Was mir weh tut                       | Résiste (Originalinterpret: France Gall)                | 8    | 4    | –    | 8    | 10   | 30     | 08         | 038    |
| 6. | 1        | Gabriella      | On cherche encore (Never get enough) M: Gabriella Laberge, Christian Sbrocca, Richard Turcotte, Zander Howard Scott; T: Gabriella Laberge, Christian Sbrocca, Richard Turcotte | Französisch, Englisch           | Wir suchen immer noch (Niemals genug) | L'encre de tes yeux (Originalinterpret: Francis Cabrel) | –    | 10   | 4    | –    | –    | 14     | 18         | 032    |
| 7. | 9        | Philipelise    | Madame la Paix M: Elise Philip, Guillaume Soulan; T: Elise Philip | Französisch                     | Frau des Friedens                     | J'veux du soleil (Originalinterpret: Au P'tit Bonheur)  | 4    | 2    | 2    | 10   | –    | 18     | 13         | 031    |
| 8. | 4        | Tracy de Sá    | Por aqui M: Tiery-F; T: Tracy De Sá | Französisch, Englisch, Spanisch | Hier                                  | Lose Yourself (Originalinterpret: Eminem)               | –    | –    | –    | –    | 2    | 02     | 13         | 015    |
| 9. | 6        | Noémie         | Ma petite famille M/T: Noémie, Youssoupha, Cehashi | Französisch                     | Meine kleine Familie                  | Wonderwall (Originalinterpret: Oasis)                   | –    | –    | 8    | –    | –    | 08     | 06         | 014    |
| Jury-Punktesprecher                                                                                       |          |                | |                                 |                                       |                                                         |      |      |      |      |      |        |            |        |
| - – Anushik Ter-Ghukasyan - – Zoë Straub - – Mikolas Josef - – Natia Mschwenieradse - – Christer Björkman |          |                | |                                 |                                       |                                                         |      |      |      |      |      |        |            |        |

## Finale
Das Finale fand am 26. Januar 2019 statt.
| Platz | Startnr. | Interpret      | Lied Musik (M) und Text (T)                                                                     | Cover                                                       | Jury | Jury | Jury | Jury | Jury | Jury | Jury | Jury | Jury | Jury | Punkte | Punkte     | Punkte |
| Platz | Startnr. | Interpret      | Lied Musik (M) und Text (T)                                                                     | Cover                                                       | ES   | AL   | RU   | IT   | IL   | CH   | IE   | DE   | BY   | CY   | Jury   | Televoting | Gesamt |
| --- | -------- | -------------- | ----------------------------------------------------------------------------------------------- | ----------------------------------------------------------- | ---- | ---- | ---- | ---- | ---- | ---- | ---- | ---- | ---- | ---- | ------ | ---------- | ------ |
| 1. | 7        | Bilal Hassani  | Roi M: Bilal Hassani, Madame Monsieur, Medeline; T: Bilal Hassani                               | Fuego (Originalinterpret: Eleni Foureira)                   | 10   | 10   | 2    | –    | 2    | 4    | 6    | 6    | 4    | 6    | 50     | 150        | 200    |
| 2. | 6        | Seemone        | Tous les deux M/T: Fabrice Mantegna, Alexandre Mazarguil, Léa Simoncini                         | L'oiseau et l'enfant (Originalinterpret: Marie Myriam)      | 6    | 12   | –    | 12   | 8    | 10   | 10   | 12   | 12   | 12   | 94     | 062        | 156    |
| 3. | 1        | Chimène Badi   | Là-haut M: Yseult, Yacine Azeggagh, Corson, Boban Apostolov; T: Yseult, Yacine Azeggagh, Corson | Ne partez pas sans moi (Originalinterpret: Céline Dion)     | 2    | 6    | 12   | 4    | –    | 6    | 2    | 10   | 10   | 4    | 56     | 063        | 119    |
| 4. | 4        | Emmanuel Moire | La promesse M/T: Emmanuel Moire                                                                 | Euphoria (Originalinterpret: Loreen)                        | 8    | 8    | 8    | 10   | –    | –    | 8    | 4    | 8    | 10   | 64     | 051        | 115    |
| 5. | 2        | Silvàn Areg    | Allez leur dire M/T: Caz B, Mamadou Niakate, Erick Ness                                         | Le Dernier qui a parlé... (Originalinterpret: Amina Annabi) | 12   | 4    | 6    | 2    | 10   | 12   | 12   | 8    | 2    | 8    | 76     | 026        | 102    |
| 6. | 3        | The Divaz      | La voix d'Aretha M/T: Yacine Azeggagh, Marielle Hervé                                           | Waterloo (Originalinterpret: ABBA)                          | 4    | –    | 10   | 6    | 12   | 2    | –    | 2    | 6    | 2    | 44     | 048        | 092    |
| 7. | 8        | Aysat          | Comme une grande M: Aysat, Mohamed Zayana; T: Aysat                                             | Fairytale (Originalinterpret: Alexander Rybak)              | –    | –    | 4    | 8    | 6    | 8    | –    | –    | –    | –    | 26     | 012        | 038    |
| 8. | 5        | Doutson        | Sois un bon fils M/T: Mamadou Niakate, Jean-Pascal Anziani, Ryad Bouchami, Caz B                | J'ai cherché (Originalinterpret: Amir)                      | –    | 2    | –    | –    | 4    | –    | 4    | –    | –    | –    | 10     | 08         | 018    |
| Jury-Punktesprecher |          |                |                                                                                                 |                                                             |      |      |      |      |      |      |      |      |      |      |        |            |        |
| - – Beatriz Luengo - – Rona Nishliu - – Ekaterina Orlova - – Nicola Caligiore - – Doron Medalie - – Reto Peritz - – Michael Kealy - – Christoph Pellander - – Olga Salamakha - – Alex Panayi |          |                |                                                                                                 |                                                             |      |      |      |      |      |      |      |      |      |      |        |            |        |

## Quoten
| Sendung            | Datum                | Zuschauer  | Marktanteil |
| ------------------ | -------------------- | ---------- | ----------- |
| Erstes Halbfinale  | Sa., 12. Januar 2019 | 2,136 Mio. | 11,8 %      |
| Zweites Halbfinale | Sa., 19. Januar 2019 | 1,487 Mio. | 07,8 %      |
| Finale             | Sa., 26. Januar 2019 | 2,140 Mio. | 11,7 %      |